# Allotropha percussana
Allotropha percussana är en fjärilsart som beskrevs av Walker 1864. Allotropha percussana ingår i släktet Allotropha och familjen plattmalar. Inga underarter finns listade i Catalogue of Life.